# Aleksandr Morozevič
Aleksandr Sergejevič Morozevič (rus. Александр Сергеевич Морозе́вич) (Moskva, Rusija, 18. srpnja 1977.), ruski je šahovski velemajstor. 
Najviši rejting u karijeri mu je bio 2788 koji je dosegao srpnja 2008. godine. U rujnu 2011. mu je rejting po FIDA-i bio 2737, po čemu je bio 17. igrač na svijetu na FIDA-inoj ljestvici.